# Tim Chappel
Tim Chappel (15 dicembre 1967) è un costumista australiano, vincitore dell'Oscar ai migliori costumi nel 1995 per Priscilla - La regina del deserto.

## Filmografia parziale
- Priscilla - La regina del deserto (The Adventures of Priscilla, Queen of the Desert), regia di Stephan Elliott (1994)
- Desert Moon (Mojave Moon), regia di Kevin Dowling (1996)
- Amore a doppio senso (The Velocity of Gary), regia di Dan Ireland (1998)
- Boat Trip, regia di Mort Nathan (2002)
- Into the Sun, regia di Christopher Morrison (2005)
- Summertime - Sole, cuore... amore (Love Wrecked), regia di Randal Kleiser (2005)
- Cappuccetto rosso (Red Riding Hood) , regia di Randal Kleiser (2006)

## Riconoscimenti
- Premio Oscar
  - 1995 – Migliori costumi per Priscilla - La regina del deserto
- BAFTA
  - 1995 – Migliori costumi per Priscilla - La regina del deserto
- Tony Award
  - 2011 – Migliori costumi in un musical per Priscilla, la regina del deserto